# 새턴 C-8
새턴 C-8은 설계된 새턴 시리즈 로켓 중에서 가장 큰 로켓이다. 미 항공 우주국 (NASA)이 아폴로 프로그램에 대한 달 탐사의 직접 착륙 방식을 선택했다면 새턴 C-8이 노바 로켓에 대한 가능한 대안이었다. 로켓의 제1단은 S-IC의 직경을 확대한 버전이다. 제2단은 직경이 증가된 S-II 단계였다. 이 두 단계 모두는 표준 새턴 5형과 달리 8개의 엔진을 갖추고 있다. 제3단은 S-IVB 단계를 연장한 것으로 직경과 엔진에는 차이가 없다.
NASA에서는 1961년 9월 7일, LA 뉴 올리언스 근처 정부 소유의 미슈드 오드넌스 플랜트(Michoud Ordnance Plant)가 새턴 프로그램의 대형 운반체 로켓뿐만 아니라 새턴 1단의 생산, 조립을 위한 장소가 될 것이라고 발표했다. 최종 후보지는 세인트 루이스와 뉴 올리언즈에 있는 두 개의 정부 소유 공장이었다. 미슈드의 공장 지붕 높이는 4개 또는 5개의 F-1 엔진이 최대이어서, 8개의 F-1 엔진이 구비된 발사체(새턴 C-8, 노바 클래스)는 제조가 불가능하다는 것을 의미하였다. 이러한 결정에 의하여 노바 클래스의 로켓을 달에 대한 직접 상승을 위한 운반체 로켓 혹은 지구 궤도 랑데부를 위한 고중량의 개량운반체로 검토하는 것이 종료되었다. 결국 1962년에 승인된 달궤도 랑데부(Lunar Orbit Rendezvous)의 개념에 의하여 새턴 C-8은 폐기되고, 달궤도 랑데부(LOR) 우주선 무게가 새턴 C-5의 탑재한도 내에 있어 더 작은 새턴 C-5가 "새턴 V "의 이름으로 개발되었다.
새턴 C-8의 구성은 거대하고 고가이어서, 설계 과정에 그치고 더 이상 채택되지 않았다.

## 참고 문헌
- Bilstein, Roger E, Stages to Saturn, US Government Printing Office, 1980. ISBN 0-16-048909-1. 새턴 발사 운반체의 진화, 설계, 개발에 관한 우수한 설명
- Stuhlinger, Ernst, et al., Astronautical Engineering and Science: From Peenemuende to Planetary Space, McGraw-Hill, New York, 1964.
- NASA, Earth Orbital Rendezvous for an Early Manned Lunar Landing, pt. I, "Summary Report of Ad Hoc Task Group Study" [Heaton Report], August 1961.
- David S. Akens, Saturn Illustrated Chronology: Saturn's First Eleven Years, April 1957 through April 1968, 5th ed., MHR-5 (Huntsville, AL : MSFC, 20 Jan. 1971).
- Final Report, NASA-DOD Large Launch vehicle Planning Group, NASA-DOD LLVPG 105 [Golovin Committee], 3 vols., 1 Feb. 1962